# Georg Sverdrup
Georg Sverdrup (født Jørgen) 25. april 1770, død 8. december 1850) var en norsk statsmand, som er kendt som et fremtrædende medlem af Rigsforsamlingen på Eidsvoll. Han var filolog med embedseksamen fra Københavns Universitet i 1798. Han blev professor i græsk samme sted fra 1805, ved universitetet i Oslo fra 1813, og professor i filosofi 1831–41.
Sverdrup var ansvarlig for stiftelsen af Universitetsbiblioteket i Oslo. Universitetet i Oslo blev oprettet i 1811, men på grund af Napoleonskrigene kunne han ikke modtage de 50 000 bøger, som da befandt sig i København, tiltænkt det norske universitetsbibliotek. Det tog et helt år før regeringen havde skaffet tilstrækkelige lokaler til samlingen, og biblioteket stod først færdig 1828, med et samlet antal af 90 000 bind. Sverdrup var universitetsbibliotekar fra 1813 til 1845.
Sverdrup repræsenterede Christiania ved Riksforsamlingen på Eidsvoll i 1814 og var en ledende person i Selvstendighetspartiet. Han var medlem af konstitutionskomiteen under forhandlingerne og fungerede som rigsforsamlingens præsident 17. maj 1814. Sverdrup blev valgt til stortingsrepresentant for perioderne 1818–20 og 1824–26.
Det nye universitetsbiblioteket på Blindern, som stod færdig i 1999, har fået navn efter Georg Sverdrup. 